# Rzeżyca
Rzeżyca (łot. Rēzekne, niem. Rositten, ros. dawn. Режица, Reżica; jid. ‏רעזשיצע‎, Reżice) – miejscowość (miasto wydzielone) we wschodniej części Łotwy. Liczy 37 200 mieszkańców, głównie Łotyszy (45%) i Rosjan (44,3%). Rzeżycę zamieszkuje również niewielka społeczność polska – około 1000 osób (2,7% ludności). Jest węzłem komunikacyjnym oraz centrum gospodarczym i kulturalnym środkowej części Łatgalii.

## Zarys historii
Rzeżyca powstała na początku XIV wieku przy twierdzy krzyżackiej jako osada o nazwie Rositten. Po sekularyzacji zakonu inflanckiego przypadła Rzeczypospolitej, do której należała przez ponad 200 lat. Obok Dyneburga było to największe miasto w Inflantach Polskich. Od XVI wieku do rozbiorów była starostwem Rzeczypospolitej. Prawa miejskie otrzymała w 1773 (w rok po przyłączeniu Łatgalii do Rosji). Do rozwoju miasta przyczyniła się budowa traktu do Dyneburga i Wilna (1836) oraz uruchomienie Kolei Warszawsko-Petersburskiej (1836) oraz linii Moskwa – Windawa (1861). 
Podczas I wojny światowej Rzeżyca wraz z Łatgalią znalazła się pod kontrolą wojsk niemieckich. 30 listopada 1918 roku niemiecka rada żołnierska przekazała miasto Armii Czerwonej, rozpoczynającej ofensywę przeciwko proklamowanej kilkanaście dni wcześniej niepodległej Republice Łotewskiej. W końcu maja 1919 roku, gdy bolszewicy zostali wyparci z Rygi przez wojska niemieckie wspierające rząd łotewski, Rzeżyca stała się faktyczną stolicą Łotewskiej Socjalistycznej Republiki Radzieckiej i siedzibą jej władz. Rząd radzieckiej Łotwy przebywał tu do 12 stycznia 1920 roku, gdy do Rzeżycy podeszły jednostki łotewskie i polskie, wspólnie dążące do usunięcia bolszewików z Łatgalii i przyłączenia jej do niepodległej Łotwy. 21 stycznia bitwa pod Rzeżycą zakończyła się zwycięstwem łotewsko-polskim, a wycofanie się bolszewików z Rzeżycy oznaczało faktyczny koniec Łotewskiej SRR.
II wojna światowa przyniosła olbrzymie straty – radzieckie bombardowania w 1944 doprowadziły do zniszczenia kolei i ponad 65% budynków użyteczności publicznej.
Podczas okupacji hitlerowskiej, w lipcu roku Niemcy utworzyli getto dla żydowskich mieszkańców. Przebywało w nim około 3000 osób. 24 września 1941 roku Niemcy ostatecznie zlikwidowali getto, a Żydów zamordowano na cmentarzu Totanskoe w lesie przy drodze do Bauska. Sprawcami zbrodni byli żołnierze Landesschützen Battalion 868 oraz kompania miejscowej łotewskiej „samoobrony”.
W 1902 w Rzeżycy urodził się Tadeusz Manteuffel – polski historyk, mediewista, żołnierz AK, twórca i pierwszy dyrektor m.in. Instytutu Historii PAN, w 1904 jego brat Leon Manteuffel-Szoege – polski chirurg, twórca polskiej szkoły chirurgii klatki piersiowej i serca, a w 1908 najmłodszy z braci Edward Manteuffel-Szoege – artysta malarz i grafik.

## Zabytki
- katedra Najświętszego Serca Jezusowego (XIX/XX w.) – kościół wzniesiony przez wojewodę krakowskiego w 1685 r. Spłonął podczas burzy w 1887 r. W 1893 r. rozpoczęto budowę dzisiejszej świątyni. Od 1995 katedra nowej diecezji.
- Molenna staroobrzędowców.
- Prawosławna cerkiew Narodzenia Matki Bożej.
- Muzeum Historii i Kultury Łatgalii.
- Ruiny zamku krzyżackiego wzniesionego w 1285 przez wójta krzyżackiego Wilhelma von Schauerburg.

## Edukacja

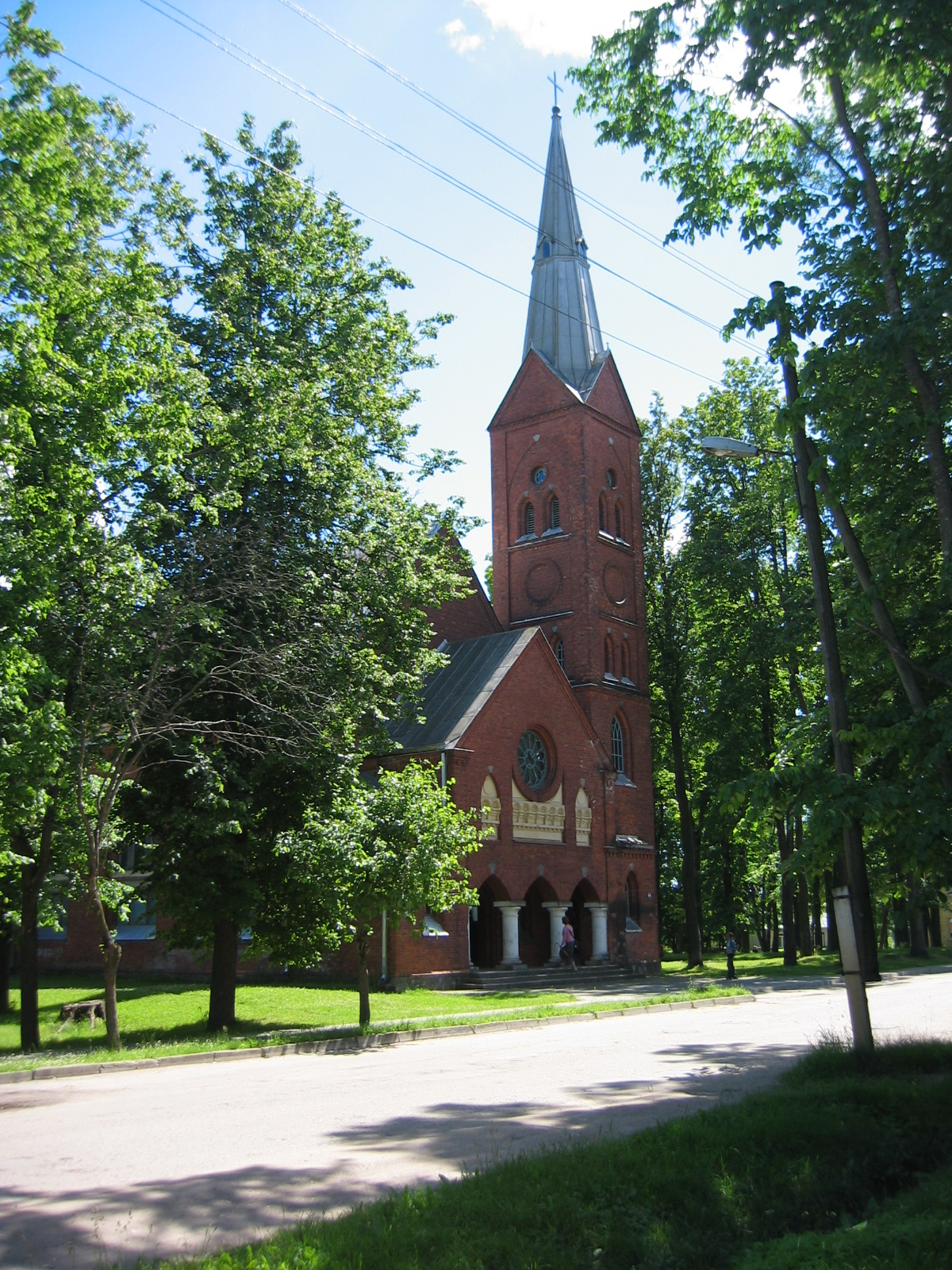
Kościół Świętej Trójcy w Rzeżycy
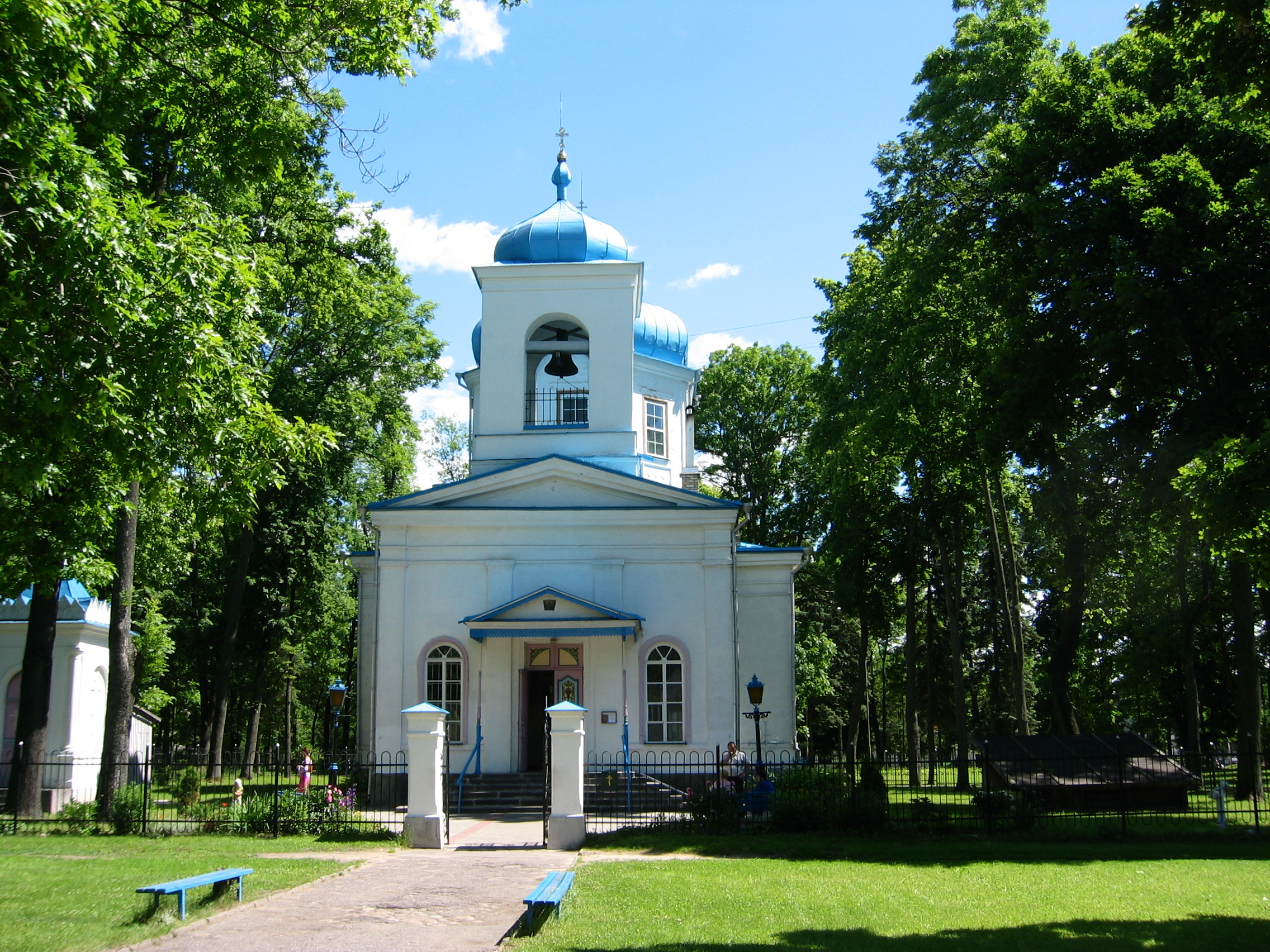
Akademia Technologiczna w Rzeżycy (była Państwowa Wyższa Szkoła Zawodowa)

## Miasta partnerskie
- Suwałki
- Szydłowiec
- Częstochowa
- Sianów
- Witebsk, Białoruś
- Postawy, Białoruś
- Arendal, Norwegia